# Венгард-3
«Венгард-3» (англ. Vanguard 3) Авангард — передовий), інші назви «Венгард SLV-7», «Венгард TV-4BU», «Венгард 3C» — американський супутник для вимірювання магнітного поля Землі, сонячного рентгенівського випромінювання і його впливу на земну атмосферу, а також навколоземних мікрометеоритів. Останній супутник програми «Венгард». Завдяки даним з апарата було складено усебічний огляд магнітного поля Землі, було визначено нижню межу радіаційних поясів і здійснено підрахунок зіткнень з мікрометеоритами.

## Опис
Супутник був магнієвою кулею діаметром 50,8 см. До кулі було приєднано конус зі скловолокна на основі фенолової смоли для магнітометра. Усередині куля була вкрита позолотою, а ззовні алюмінієвою плівкою з оксидом кремнію достатньої товщини для забезпечення теплового балансу при роботі апаратури.
Апарат мав протонний магнітометр, рентгенівську іонізаційну камеру і різні детектори мікрометеоритів.
Живлення забезпечували ртутно-цинкові батареї.

## Політ
18 вересня 1959 року о 5:20:07 UTC з мису Канаверал ракетою-носієм Венгард було запущено «Венгард-3». Третій ступінь не відокремився від апарата, що заважало нормальній роботі. Передача даних припинилась 11 грудня 1959 року після 84 діб роботи. Супутник досі перебуває на орбіті, очікувана тривалість існування приблизно 300 років.